# 瓦豪地区魏森基兴
瓦豪地区魏森基兴是奥地利下奥地利州克雷姆斯兰县的一个市镇。总面积23.28平方公里，总人口1424人，人口密度61.2人/平方公里（2005年）。

## 景点
- 魏森基兴堂区教堂（Pfarrkirche Weißenkirchen in der Wachau）
- 圣弥额尔堂（Wehrkirche St. Michael）
- Wösendorf堂区教堂